# Король кланяется и убивает
«Король кланяется и убивает» (нем. Der König verneigt sich und tötet) — роман писательницы Герты Мюллер о коммунистическом режиме Чаушеску в Румынии. Книга написана на автобиографической основе. В 2008 году Союз Писателей Швеции включил книгу в список десяти самых важных книг, написанных писателями-женщинами.